# Витомир Широла
Витомир Широла Пајо (Брнаси, код Ријеке, 16. септембар 1916 — Ријека, 9. март 1957) био је учесник Народноослободилачке борбе и народни херој Југославије.

## Биографија
Рођен је 16. септембра 1916. године у каставском селу Брнаси, код Ријеке. До почетка Другог светског рата био је запослен као трговачки помоћник у Сушаку. Капитулација Југославије затекла га је у морнаричкој јединици у Шибенику. Избегао је заробљавање и вратио се у своје родно село.
По доласку у родни крај, Широла се придружио локалној скојевској организацији у борби против окупатора. Ускоро је с једном групицом скојеваца уништио аутобус у селу Марчељима, који су се служили окупаторски официри. Након ове акције, 2. новембра 1941. године, отишао је у партизански одред „Божо Видас Вук“.
Крајем 1941. године, окупаторске јединице покренуле су офанзиву против партизанских снага у Хрватском приморју и Горском котару. Одред на Тухобићу био је нападнут 11. новембра. Пруживши отпор, одред је морао да се повуче. Група Каставаца, међу којима је био и Широла, кренула је према Каставштини.
Пошто су Каставштином крстариле окупаторске патроле, кући се није могло. Каставци су на извору Рјечине, на месту званом Звир, организовали свој партизански логор. У тој су бази остали до марта 1942. године. Тада су се придружили партизанима из Сушака, Гробинштине и чабарско-геровског краја, који су имали базу на Црном врху. Тада је Витомир Широла био постављен за командира вода на Облом врху. Убрзо је био именован командиром Пете чете Петог батаљона „Владимир Гортан“. У то време, 1. маја 1942. године примљен је за члана Комунистичке партије Југославије (КПЈ).
Када је на подручју Пете оперативне зоне Хрватске формиран Други приморско-горански партизански одред, Витомир Широла постављен је за команданта Другог батаљона. У току непријатељске офанзиве на одред, Други батаљон под командантом Широлом успешно је извршио пребацивање збега у Лику и Кордун. У Четрнаестој партизанској бригади, Широла је вршио дужност оперативног официра бригаде за време њених борби у Горском котару и приликом борби у Лици за време Четврте непријатељске офанзиве.
Након капитулације Италије, Витомир Широла упућен је на терен Истре. Оперативни штаб за Истру поставио га је за команданта Друге истарске бригаде. Друга бригада је на челу са Широлом касније ликвидирала непријатељске гарнизоне у Копру и Изоли. Том је приликом из копарског затвора ослобођено двеста политичких затвореника.
Почетком октобра 1943. године, започела је немачка офанзива на истарске партизанске јединице. Истарски одреди бригаде нису се могли супротставити надмоћнијем непријатељу. Након завршетка офанзиве, поново је ојачао Народноослободилачки покрет у Истри. На Учки је 1. априла 1944. године поново формирана Прва истарска бригада „Владимир Гортан“. За команданта бригаде именован је Витомир Широла. Бригада је избегла уништење од Немаца и освојила њихове гарнизоне у Шумберу, Св. Неђељи, Пићну, Гачишћу и Крапњу. У нападу на Мошћеничку Драгу истакао се Витомир Широла, када је бензином полио кров непријатељске касарне и запалио га. Пошто су фашисти и даље пружали отпор, Широла је сам упао у касарну и све их покосио митраљезом.
Крајем августа 1944. упућен је на терен Истре са задатком да организационо учврсти и ојача мање партизанске јединице, које су тада деловале на овом подручју. Овај задатак остварио је као командант Оперативног сектора за Истру. Основао је и пет самосталних батаљона који су, заједно са јединицама Четврте армије ЈА, учествовале у ослобађању Пуле, маја 1945. године.
Умро је 9. марта 1957. у Ријеци, где је и сахрањен.
Данас неколико школа у Истри носи његово име.
Носилац је Партизанске споменице 1941. и многих југословенских одликовања, међу којима су — Орден заслуга за народ другог реда, Орден братства и јединства другог реда, Орден за храброст и Орден партизанске звезде трећег реда. Орденом народног хероја одликован је 20. децембра 1951. године.

## Галерија
- Биста Витомира Широле у Ријеци на Млаки
- Биста Витомира Широле у Вишкову
- Партизанска споменица 1941.
- Орден народног хероја